# Електронна административна услуга
Електронна административна услуга е административна услуга, която се предоставя по електронен път. Терминът е специфичен за България и е дефиниран в Закона за електронно управление (ЗЕУ), за разлика от Европейската нормативна уредба, която не съдържа изричнa дефиниция. В различни европейски нормативни актове и стратегически документи се използва терминът „цифрови обществени услуги“. Европейският термин има по-широко правно значение, и включва както административни, така и неадминистративни услуги, които се предоставят от доставчици на обществени услуги - електроразпределителни и водоснабдителни дружества, училища, лечебни заведния и др.

## В България
В България съществува развита нормативна уредба:
- Законът за електронното управление (ЗЕУ)[1] регламентира заявяването и предоставянето на електронни административни услуги;
- Законът за електронния документ и електронния подпис (ЗЕДЕП)[2] регламентира създаването и използването на електронни документи и електронни подписи;
- Законът за електронната идентификация (ЗЕИ)[3] регламентира идентификацията на физическите лица по електронен път;
- Законът за администрацията (ЗА)[4] вменява задължения за предоставяне на административни услуги от администрациите на всички органи на власт, предвидени в Конституцията, включително и от органите на местното самоуправление, и доставчиците на обществени услуги.

Получателите на електронни административни услуги могат да извършват електронни изявления и да ги изпращат по електронен път до доставчиците на услуги под формата на електронни документи, при спазване на определени специфични изисквания. Такива изисквания могат да включват:
- Електронна идентификация на заявителя (получателя) на услугата – ако за съответната административна услуга съществува нормативно изискване за удостоверяване на самоличността на заявителя;
- Полагане на електронен подпис или квалифициран електронен подпис от страна на заявителя – като еквивалент на собственоръчно положен подпис, ако за съответната услуга съществува нормативно изискване за подписване на заявлението.